# Овчинніков Артем Ігорович
Арте́м І́горович Овчи́нніков — український спортсмен-стрілець з лука. Майстер спорту України міжнародного класу (2019).

## З життєпису
Бронзовий призер зі стрільби з лука на XXX Всесвітній літній Універсіаді у Неаполі.
В листопаді 2019-го на Кубку України зі стрільби з лука (Львів) у складі команди Сумської області виборов бронзову нагороду.
Переможець Чемпіонату України зі стрільби з лука (січень 2020).
Станом на лютий 2020 року — студент СумДУ.